# Tanabi (kommun)
Tanabi är en kommun i Brasilien.   Den ligger i delstaten São Paulo, i den södra delen av landet, 600 km söder om huvudstaden Brasília. Antalet invånare är 24 055.
Följande samhällen finns i Tanabi:
- Tanabi

Omgivningarna runt Tanabi är en mosaik av jordbruksmark och naturlig växtlighet. Runt Tanabi är det ganska glesbefolkat, med 38 invånare per kvadratkilometer.